# أليكس بيري
أليكس بيري (بالإنجليزية: Alex Ross Perry) هو كاتب سيناريو ومخرج وممثل أمريكي، ولد في 14 يوليو 1984 في الولايات المتحدة.

## وصلات خارجية
- أليكس بيري على موقع IMDb (الإنجليزية)
- أليكس بيري على موقع ألو سيني (الفرنسية)
- أليكس بيري على موقع ميوزك برينز (الإنجليزية)
- أليكس بيري على موقع أول موفي (الإنجليزية)
- أليكس بيري على موقع بوكس أوفيس موجو (الإنجليزية)
- أليكس بيري على موقع قاعدة بيانات الفيلم (الإنجليزية)
- أليكس بيري على موقع كينوبويسك (الروسية)